# Зіядет-Аллах ІІ
Зіядет-Аллах ІІ ібн Мухаммед (араб. أبو محمد زيادة الله بن محمد‎; д/н — 23 грудня 864) — 7-й емір держави Аглабідів в 863—864 роках.

## Життєпис
Походив з династії Аглабідів. Другий син еміра Мухаммеда І. Посів трон після смерті брата Ахмеда I у 863 році. Втім панування його було нетривалим: з 28 грудня 863 року до 23 грудня 864 року. Помер від хвороби або отруєння. Йому спадкував небіж Мухаммед II.